# تاشکیچو
تاشکیچو (به لاتین: Tashkichu) یک منطقهٔ مسکونی در روسیه است که در باشقیرستان واقع شده‌است.